# جيسي مكدونالد
جيسي مكدونالد (بالإنجليزية: Jesse McDonald)‏ هو نبال أسترالي، ولد في 1988.